# Volkswagen Golf VI
Volkswagen Golf VI — компактный автомобиль немецкой компании Volkswagen. Создан на платформе Volkswagen Group A5 (PQ35) platform, как и его предшественник Volkswagen Golf V. Был представлен на Парижском автосалоне в октябре 2008 года.
Автомобиль для Российского рынка производится в городе Калуга в комплектациях 1,6 Trendline МКП; 1,6 Trendline DSG; 1,4 Trendline TSI; 1,4 Trendline TSI, DSG; 1,4 Highline, TSI; GTI 2.0; GTI 2.0, DSG.

## Обзор конструкции

### Ходовая часть
Существует 3 варианта подвески: стандартная, для плохих дорог и адаптивная система регулирования ходовой части (DCC, Adaptive Chassis Control). Адаптивная система регулирования ходовой части изменяет характеристики амортизаторов в зависимости от ситуации. В её состав входят 4 электронно управляемых амортизатора, межсетевой интерфейс в качестве шлюза в систему шин данных CAN, блок управления электрически управляемых амортизаторов, 3 датчика для измерения перемещений колес, 3 датчика для измерения перемещений кузова.
Передняя подвеска — облегченные амортизаторные стойки McPherson. Задняя подвеска — четырёхрычажная.
Volkswagen Golf VI оснащается электромеханическим усилителем рулевого управления 3-го поколения, c двумя шестернями, фирмы ZF Friedrichshafen AG. Он крепится к подрамнику в трех точках. Датчик угла поворота рулевого колеса интегрирован в рулевой механизм.
У Volkswagen Golf VI новая рулевая колонка, такая же как у Volkswagen Scirocco.
Рулевое колесо — многофункциональное, с 12 многофункциональными кнопками. В его центре — кнопка звукового сигнала и подушка безопасности водителя (встроенная). Слева и справа от них — по 6 многофункциональных кнопок.
Применен новый модуль ESP семейства MK 60 EC.

### Электрооборудование
По заказу устанавливается система статического адаптивного освещения. При повороте рулевого колеса включается также и соответствующая противотуманная фара (переключатель режима фар в Auto).
В базовой комплектации автомобиль оснащается полуавтоматической климатической установкой Climatic, на заказ — автоматической климатической установкой 2C-Climatronic.

### Кузов
Передние сиденья регулируются электрически или механически. Существуют 4 варианта:
- Сиденье со всеми механическими регулировками
- С механическими регулировками, с механической регулировкой поясничного подпора с одной степенью свободы
- Сиденье водителя с механическими регулировками и электрорегулировкой поясничного подпора с двумя степенями свободы
- Сиденье водителя с электрическими регулировками и электрорегулировкой поясничного подпора с двумя степенями свободы, сиденье переднего пассажира с механическими регулировками и электрорегулировкой поясничного подпора с двумя степенями свободы

Заднее сиденье — трехместное, неподвижное, его спинка может складываться в отношении 2:1, и по заказу оснащается лючком для перевозки длинномерных предметов.
Выпускался в трех вариантах цвета лакокрасочного покрытия «стандарт» (чёрный (A1), белый Candy (B4), красный Tornado (G2)), семи вариантах лакокрасочного покрытия «металлик» (красный Amarillys (1U), голубой Shark (5R), синий Shadow (P6), серебристый Leaf (7B), серебристый Reflex (8E), серый United (X6)), двух вариантах лакокрасочного покрытия «перламутр» (чёрный Deep Black (2T), синий Graphit (W9)).

## Безопасность
В стандартную комплектацию входят:
- Подушка безопасности водителя
- Подушка безопасности переднего пассажира (отключаемая)
- Подушка безопасности для ног водителя
- Передние боковые подушки безопасности
- Верхние подушки безопасности водителя, передних и задних пассажиров (шторки)
- Преднатяжители ремней передних сидений

По заказу устанавливаются задние боковые подушки безопасности для задних сидений с преднатяжителями ремней безопасности и системой распознавания непристегнутых ремней.
| Euro NCAP                                                          | Euro NCAP | Euro NCAP | Euro NCAP |
| ------------------------------------------------------------------ | --------- | --------- | --------- |
| Рейтинги                                                           | Пассажир  |           | 36        |
| Рейтинги                                                           | Ребёнок   |           | 41        |
| Рейтинги                                                           | Пешеход   |           | 22        |
| Протестированная модель: Volkswagen Golf 1.4 Trendline, LHD (2008) |           |           |           |

| Euro NCAP                                                          | Euro NCAP | Euro NCAP | Euro NCAP             |
| ------------------------------------------------------------------ | --------- | --------- | --------------------- |
| · общий рейтинг                                                    |           |           |                       |
| 97%                                                                | 84%       | 61%       | 71%                   |
| взрослый пассажир                                                  | ребёнок   | пешеход   | активная безопасность |
| Протестированная модель: Volkswagen Golf 1.4 Trendline, LHD (2009) |           |           |                       |